# Валерий Биковски
Валерий Фьодорович Биковски (на руски: Вале́рий Фёдорович Быко́вский) е съветски космонавт, летял на три пилотирани космически полета – Восток 5, Союз 22 и Союз 31. Освен това е бил дубльор за мисиите Восток 3 и Союз 37.
Биковски поставя нов рекорд за най-дълъг престой в космоса, като прекарва пет дни на Восток 5 през 1963 г. Въпреки че този рекорд е многократно подобряван, той си остава най-продължителния за солов полет в космоса.
Космонавтът трябва да пилотира полета Союз 2, но той е отменен поради проблемите със Союз 1. Неотварянето на парашута води до смъртта на Владимир Комаров, същият проблем е открит и при капсулата Союз 2, което означава, че при евентуален полет същата съдба щеше да има и Биковски с екипажа си.
В по-късните години от участието му в космическата програма е зает с представянето на Интеркосмос пред братските социалистически републики. През 1963г. посещава България заедно Валентина Терешкова. Пенсионира се през 1988 г. и прекарва три години в Берлин като директор на Домът за Съветска наука и култура.

## Награди
Валерий Биковски е награден със следните отличия:
- Два ордена Герой на Съветския съюз през 1963 и 1976 г.
- Орден Ленин.
- Орден Червена звезда
- Голям брой други медали и чуждестранни ордени.